# أنجيلا هرنانديز نونيز
أنجيلا هرنانديز نونيز هي كاتِبة وشاعرة دومينيكانية، ولدت في 1954 في Jarabacoa ‏ في جمهورية الدومينيكان.